# Erfurt
Erfurt város Németországban, Türingia szövetségi tartomány székhelye. 1994 óta katolikus püspöki székváros. Lakóinak száma 206 219 (2014), ezzel Türingia legnagyobb városa. A tartományi hatóságokon kívül legfontosabb intézményei a Szövetségi Munkaügyi Bíróság, az Erfurti Egyetem és Főiskola, az erfurti katolikus egyházmegye, melynek székesegyháza az erfurti dóm, valamint a Közép-Németországi Protestáns Egyház tartományi egyházhivatala. A Krämerbrücke mellett a dóm és a Szent Severus-templom egyedülálló együttese a város fő nevezetességei. Emellett a város rendelkezik egy közel három négyzetkilométer nagyságú, középkori jellegű óvárossal, körülbelül 25 plébániatemplommal, a barokk Péter-hegyi citadellával, Közép-Európa legrégebbi fennmaradt zsinagógájával, valamint számos favázas és más polgárházzal. A város a Gera-folyó tágas völgyében fekszik, a dombos, mezőgazdaságilag intenzíven hasznosított déli türingiai medencében.
Erfurtot 742-ben említették először okleveles formában az erfurti püspökség Bonifatius általi megalapítása kapcsán – már akkor is nagy településként. Röviddel ezután a türingiai térség központjává fejlődött, jóllehet hosszú időn át politikailag nem tartozott Türingiához. A középkorban a város nagyfokú autonómiával rendelkezett. Ez 1664-ben a mainziak általi erőszakos leigázással változott meg. 1802-ben Erfurt Poroszországhoz került (kivéve az 1806–1814 közötti időszakot, amikor Erfurti Hercegségként közvetlenül francia fennhatóság alatt állt), és 1945-ig Poroszország része maradt. Az egyetemet 1392-ben alapították, 1816-ban bezárták, majd 1994-ben újraalapították. Ezáltal ez a harmadik legrégebbi egyetem, amelyet Németországban alapítottak, ám egy 1379-es alapító privilégium révén a legrégebbiként is tekinthető. Leghíresebb hallgatója Luther Márton volt.
A város gazdasága elsősorban a közigazgatásra és a szolgáltatásokra épül. Emellett Erfurtban működik több gép- és berendezésgyártó, valamint mikroelektronikai vállalat. A kedvező bérszint és a Németország közepén való elhelyezkedés miatt jelentős logisztikai ágazat is kialakult. Erfurt Lipcse után a keletnémet tartományok második legnagyobb vásárvárosa. Főpályaudvara révén a város fontos vasúti csomópont a személyszállításban. Erfurt ismert kertészeti tevékenységéről is (egapark, Német Kertészeti Múzeum, 2021-es Szövetségi Kertészeti Kiállítás), valamint médiaközpontként (itt található a KiKA gyerektelevízió, több rádióadó és napilap szerkesztősége).
Az UNESCO Világörökségi Bizottságának 2023. szeptemberi döntésével a város zsidó középkori öröksége felkerült a világörökségi listára. Ez magában foglalja a Régi Zsinagógát, a középkori mikvét (rituális fürdőt) és a Kőházat.

## Fekvése
- A kis Gera-folyó partján fekszik. Németország újraegyesítése óta a legnagyobb város az ország földrajzi központja közelében. Délről egy erdő borította domb határolja.

### Szomszédos települések
A következő települések határosak Erfurttal:
- Gotha körzetben: Ingersleben, Gamstädt, Nottleben és Zimmernsupra
- Ilm körzetben: Kirchheim, Rockhausen és Ichtershausen
- Sömmerda körzetben: Witterda, Elxleben, Walschleben, Riethnordhausen, Nöda, Alperstedt, Großrudestedt, Udestedt, Kleinmölsen és Großmölsen
- Weimar körzetben: Niederzimmern, Utzberg, Mönchenholzhausen és Klettbach

### Éghajlata
| Hónap                                 | Jan.  | Feb.  | Már.  | Ápr.  | Máj. | Jún. | Júl. | Aug. | Szep. | Okt. | Nov.  | Dec.  | Év    |
| ------------------------------------- | ----- | ----- | ----- | ----- | ---- | ---- | ---- | ---- | ----- | ---- | ----- | ----- | ----- |
| Rekord max. hőmérséklet (°C)          | 14,7  | 18,0  | 24,2  | 29,6  | 31,4 | 35,9 | 36,5 | 36,0 | 31,6  | 26,6 | 20,8  | 17,4  | 36,5  |
| Átlagos max. hőmérséklet (°C)         | 2,7   | 4,1   | 8,4   | 13,8  | 17,7 | 21,1 | 23,6 | 23,6 | 18,7  | 13,1 | 7,2   | 3,6   | 13,2  |
| Átlaghőmérséklet (°C)                 | 0,2   | 0,9   | 4,3   | 8,8   | 12,9 | 16,1 | 18,3 | 18,1 | 13,8  | 9,1  | 4,4   | 1,2   | 9,1   |
| Átlagos min. hőmérséklet (°C)         | −2,5  | −2,3  | 0,3   | 3,5   | 7,4  | 10,8 | 12,8 | 12,7 | 9,1   | 5,4  | 1,6   | −1,4  | 4,8   |
| Rekord min. hőmérséklet (°C)          | −25,0 | −24,6 | −20,2 | −10,4 | −2,9 | 1,5  | 3,3  | 3,8  | −0,6  | −7,6 | −18,6 | −23,5 | −25,0 |
| Átl. csapadékmennyiség (mm)           | 25    | 23    | 36    | 34    | 64   | 56   | 81   | 59   | 46    | 38   | 41    | 32    | 535   |
| Forrás: Wetter Erfurt / wetterlabs.de |       |       |       |       |      |      |      |      |       |      |       |       |       |

## Története

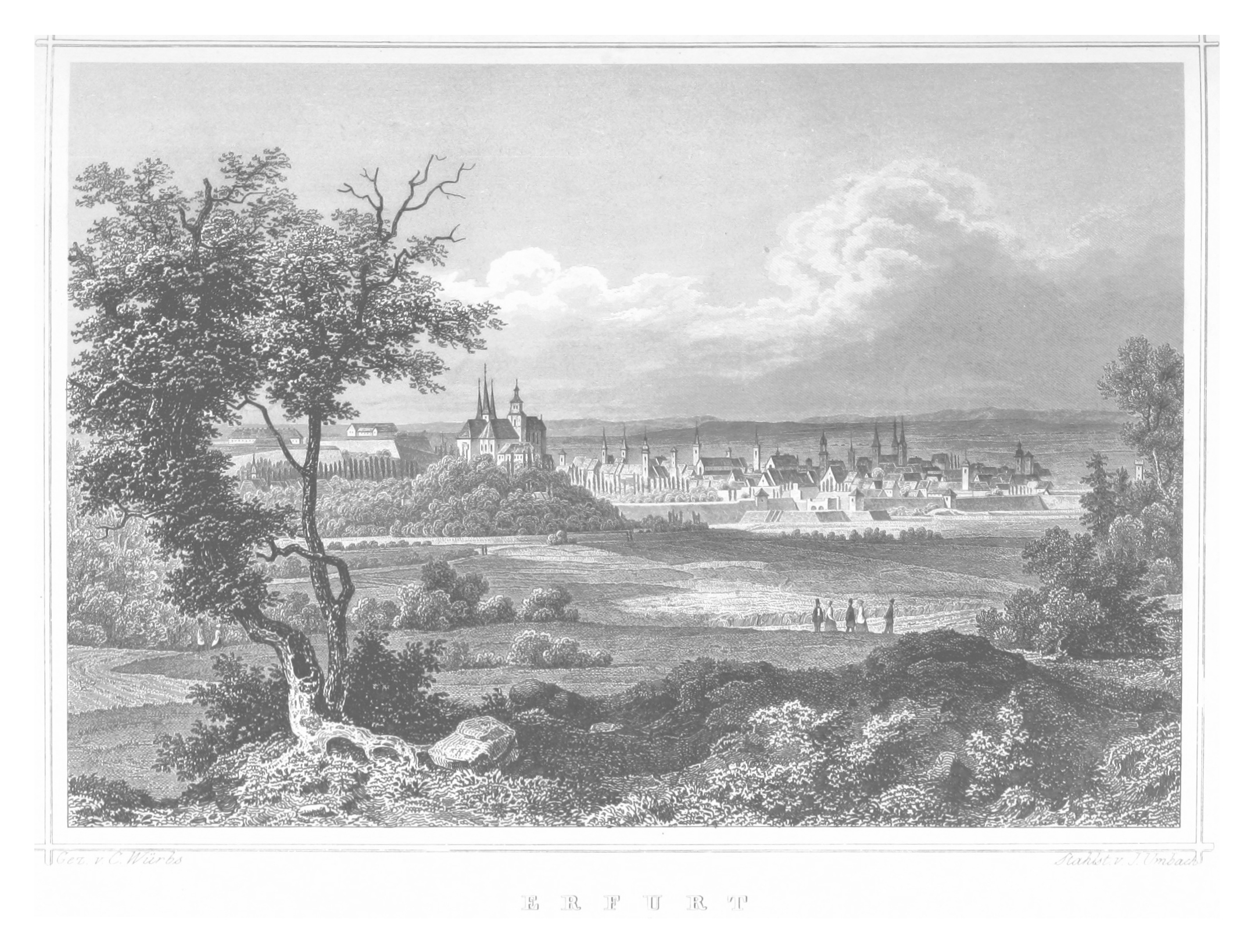
Erfurt egy 1852-ből való metszeten

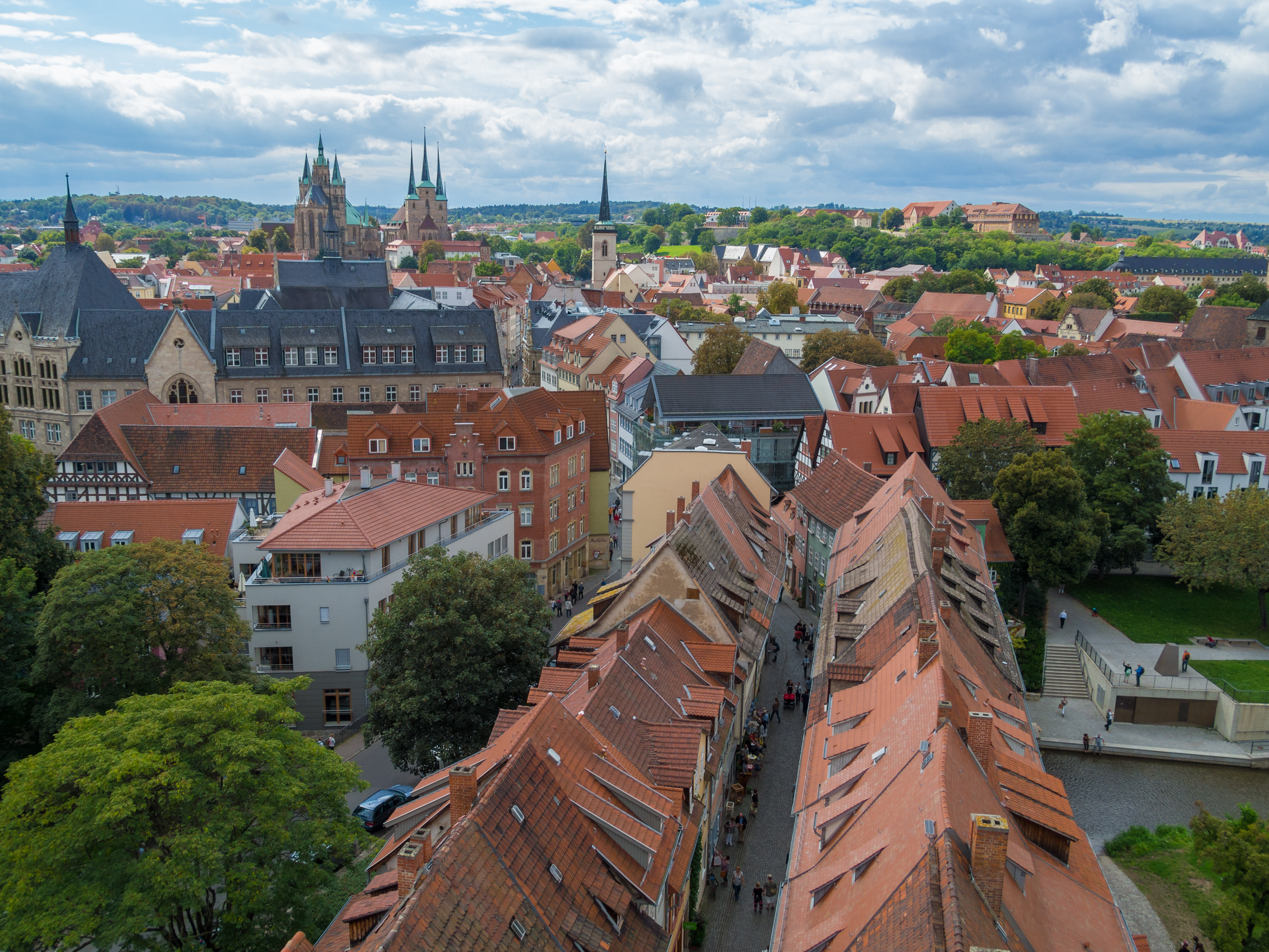
Erfurt látképe az Ägidienkirche tornyából

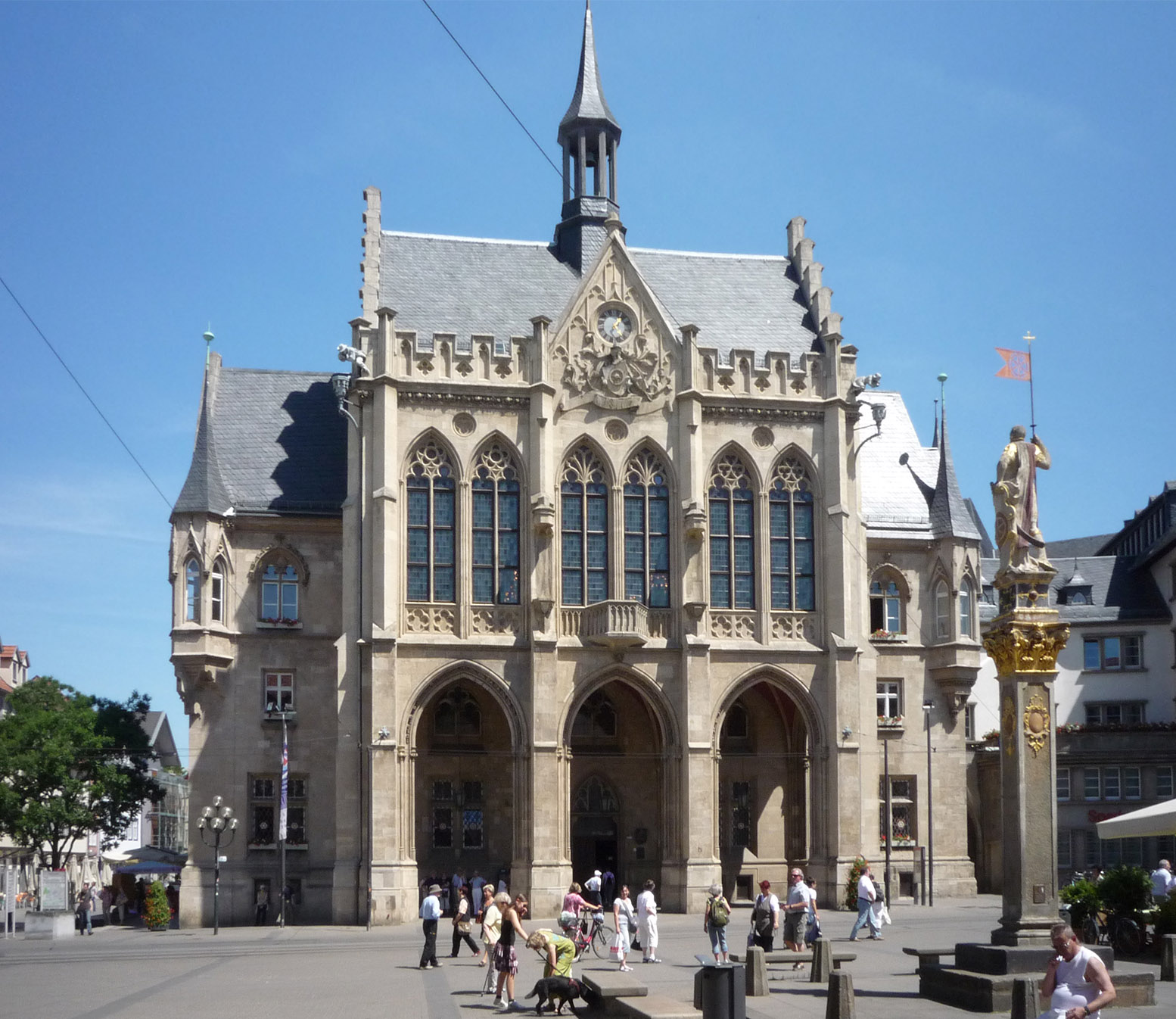
Városháza

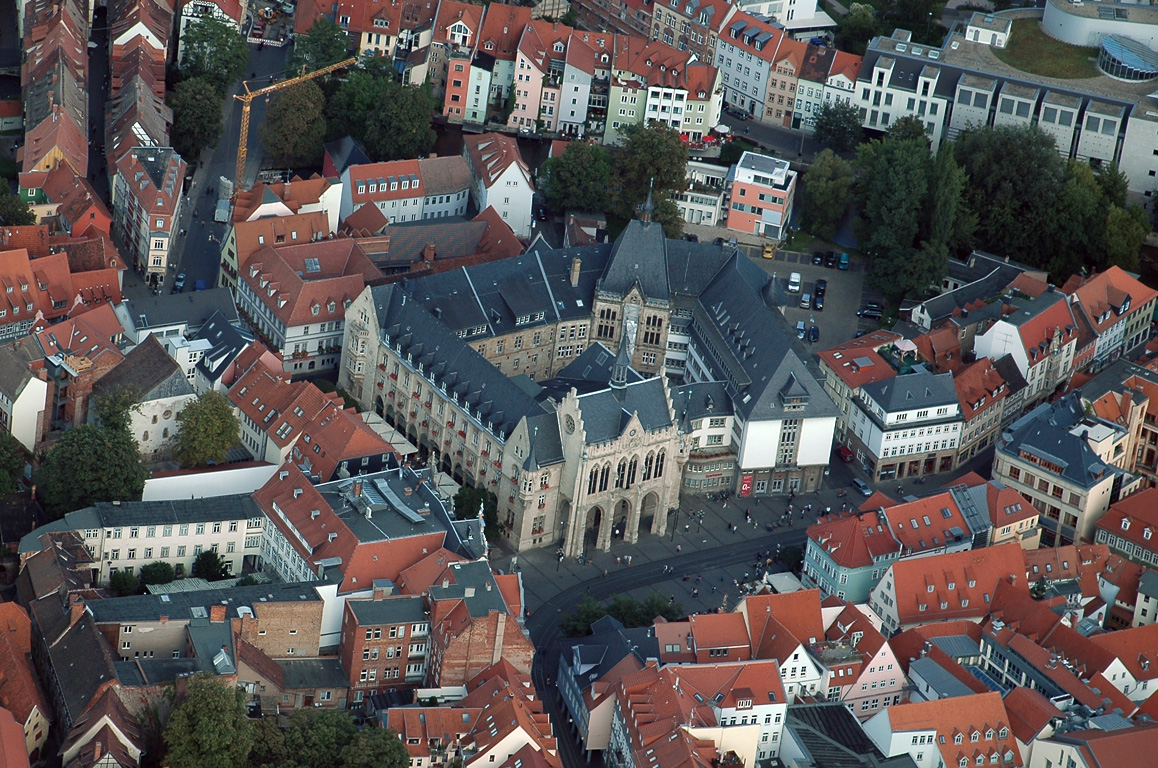
A város panorámája a levegőből

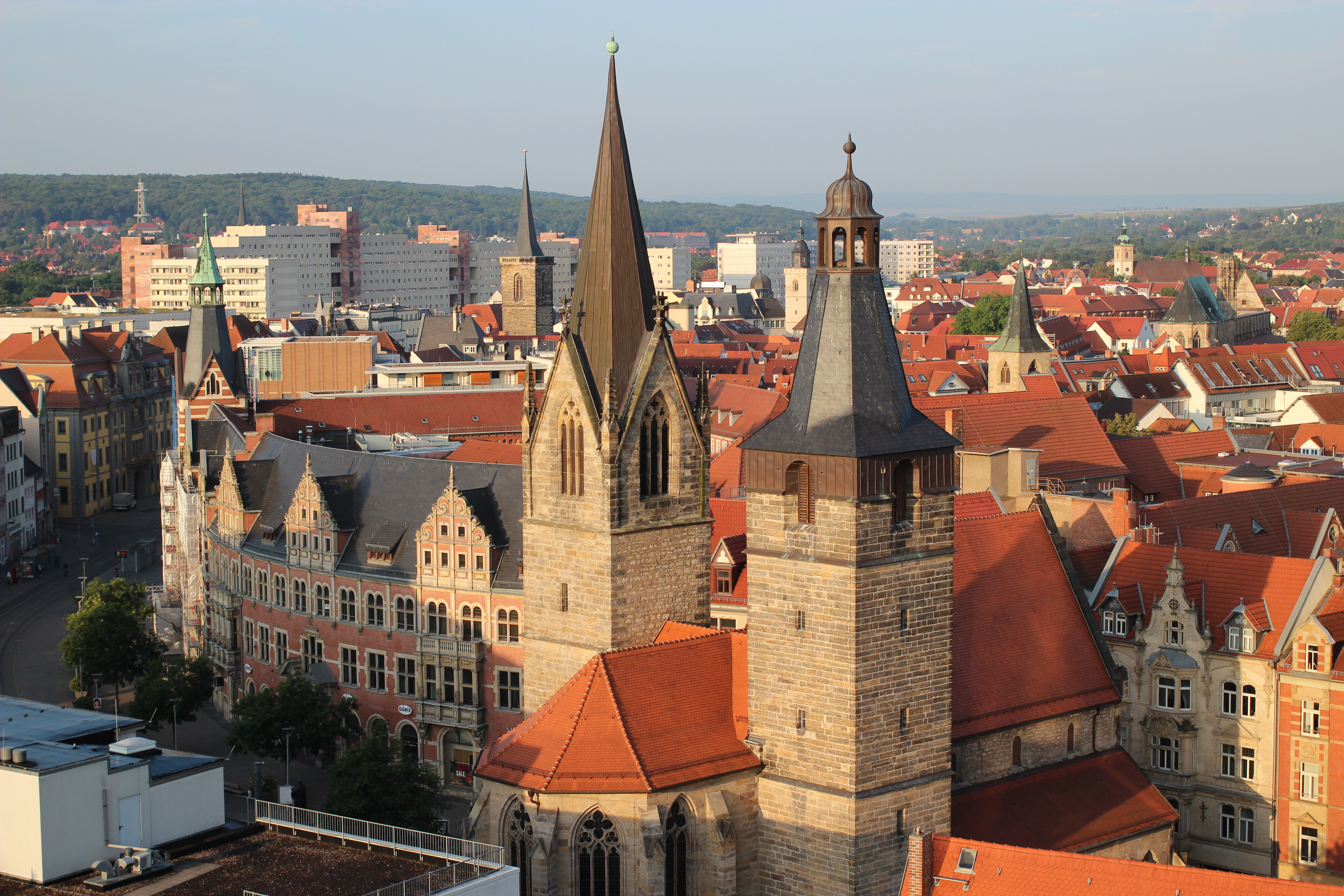
Erfurt látképe

A környéken folyt régészeti ásatások leletei szerint a Gera-folyó völgyének partvidéke már az időszámításunk előtti 4. évezredben lakott volt.
Erfurt nevét 742-ben említette először egy oklevél Erphesfurte néven, de kialakulása az évezred első századaira esik. A kora középkorban már említik itt a Gera-folyó gázlóját és a két kereskedelmi út találkozásában fekvő várost. Ez időben épült fel itt a frank királyok erődítménye, püspökség is létesült, majd kereskedelmi központtá lett.
755-től a Mainzi Választófejedelemség része volt. 1184-ben itt történt az erfurti latrinabaleset néven ismertté váló szerecsétlenség, amikor a megbeszélésre érkező nemesek alatt beszakadt a padló, és az alatta lévő latrinába zuhantak, amiben legalább 60-an életüket vesztették.
A középkorban már mint virágzó kereskedőváros volt ismert. 1803-tól Poroszországhoz tartozott. 1807 és 1814 között a franciák tartották megszállás alatt. 1808-ban itt volt az ún. erfurti fejedelmi nap: Napóleon találkozott I. Sándor orosz cárral. A német szociáldemokrata párt (SPD) 1891-ben itt tartotta kongresszusát. Az 1875. évi gothai program helyett ekkor fogadták el a marxista színezetű erfurti programot. 1948 és 1952 között Türingia szövetségi állam székhelye volt; ezt a rangját 1990-ben nyerte vissza. Még egy nevezetes találkozó színhelye: 1970-ben Willy Brandt, az NSZK szövetségi kancellárja találkozott Willi Stoph-fal, az NDK minisztertanácsának elnökével. 1994-ben II. János Pál pápa római katolikus egyházmegyét alapított a városban.
A város néhány fontosabb nevezetessége:
- Erfurti dóm (Szűz Mária-templom) – A város jelképének számító Dóm eredete 1153-ra vezethető vissza, ekkor emelték itt az első templomot. 1994-től püspöki székesegyház.
- Szent Szeverus-templom – Helyén eredetileg egy 1121-ből való okmányban említett román stílusú Benedek-rendi templom állt. Ennek alapfalain kezdték el az új templom építését, amely 1278-ban már állt, 1400 körül fejezték be. Mai külsejét azonban az 1472-es nagy tűzvész után kapta. Eredetileg két szentélye volt. Homlokzata három hegyes sisakkal fedett tornyával gótikus stílust tükröz, alig felfedezhető román-kori részletekkel. A templom belseje öthajós, két kereszthajóval. A korábbi két szentélyből csak a keleti van meg.

A Szent Szeverus-templom kincsei közül az 1265-ből való Severus-szarkofág és Szent Mihály 1467-ben készült alabástrom reliefje is említésre méltó.
- Péter-templom (Peterskirche) – 1103-tól 1147-ig épült Benedek-rendi kolostorbazilika maradványa.
- Mihály-templom – régebben egyetemi templomnak is nevezték. Kéthajós, kora gótikus stílusú templom, mely a 13. és a 15. század között épült, jellegzetes trapéz formájú alaprajzzal. A templomhoz csatlakozik az 1500-ból való késő gótikus Dreifaltigkeitskapelle.
- András-templom
- Prédikáló templom (Predigerkirche) – 1229-ből való. Domokos rendi szerzetesek kolostortemploma volt. A hosszú, háromhajós, gótikus stílusú bazilika, különlegesen magas oldalhajókkal és keresztboltozatokkal. A templomhoz egy jellegzetes, 1447-ből való karcsú torony csatlakozik. A templom értékes műemléke még a késő gótikus kétszárnyú oltár, valamint a 14-17. századból való síremlékek is figyelmet érdemelnek.
- Kereskedők hídja (Krämerbrücke) – egyedülállóan értékes építmény. Ezen a 12. század elejéről származó, 1293-ban leégett és 1325-ben újjáépített, kétoldalt favázas épületekkel szegélyezett híd-utcán vezetett át századokon keresztül a kelet-nyugati kereskedelmi útvonal; a kis házakban árusították a szatócsok portékáikat.
- Szent Egyed-templom (Ägidienkirche): A Krämerbrücke keleti végén álló gótikus templom, melynek első említése 1110-ből származik, a jelenlegi épület 1325-ben épült. A legrégebbi épület a világon, amely metodista templomként szolgál.

## Népessége
| Lakosok száma | 18 680 | 13 884 | 7000 | 13 602 | 16 938 | 186 448 | 204 994 | 206 219 | 213 692 | 215 199 |
|               | 1493   | 1624   | 1684 | 1758   | 1802   | 1960    | 2010    | 2014    | 2020    | 2024    |

## Erfurthoz csatolt települések

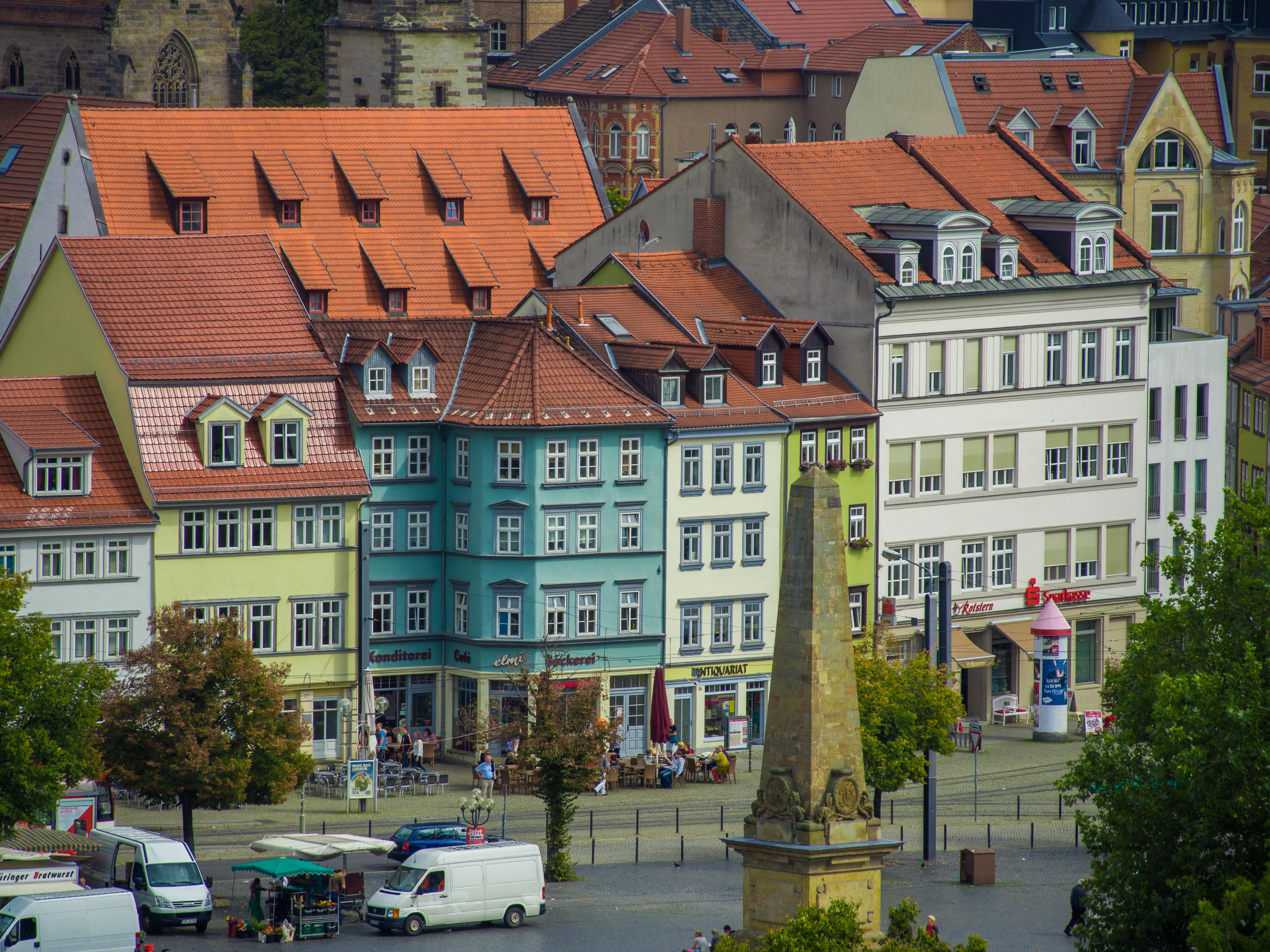
Dóm tér

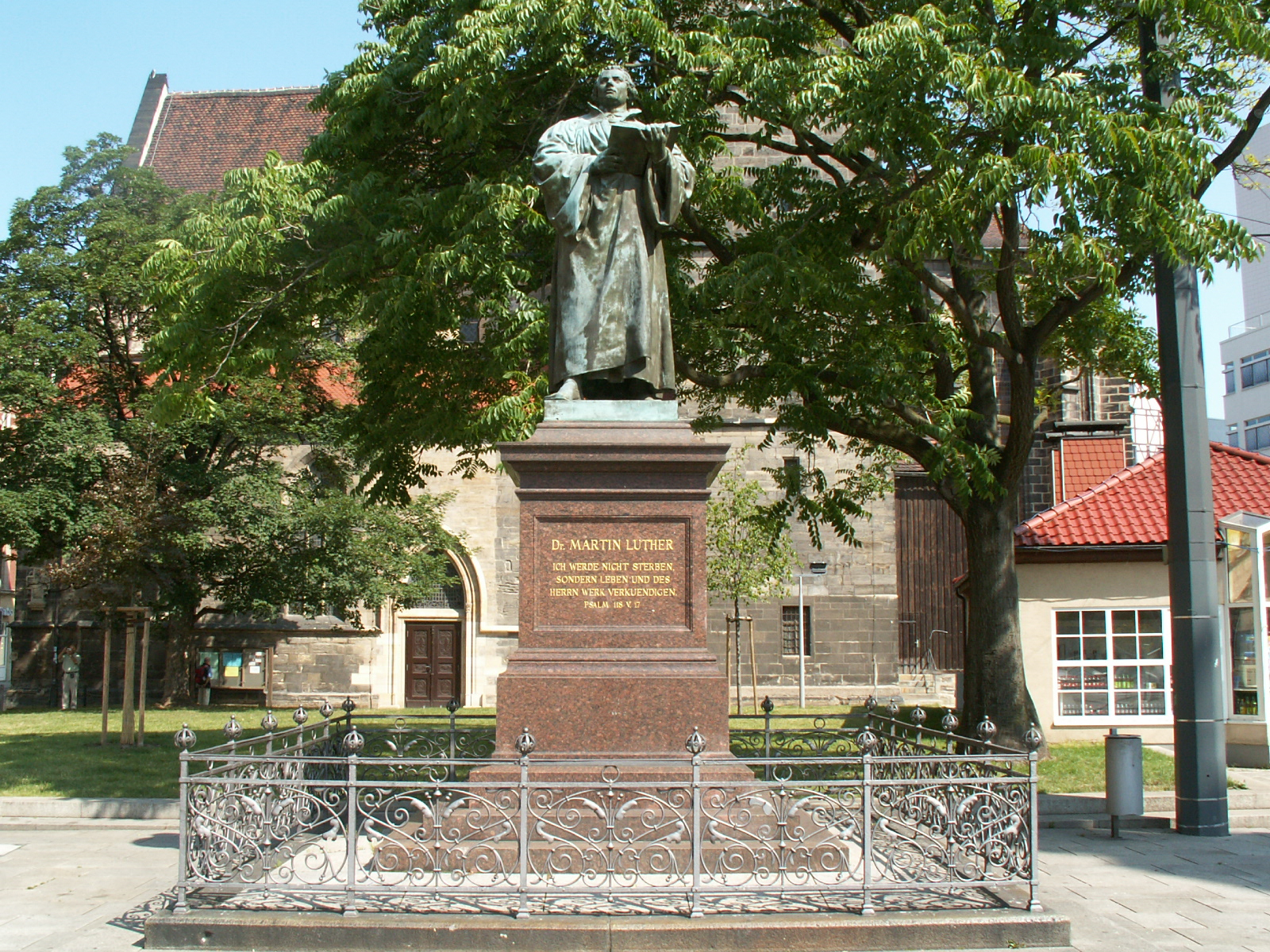
Luther Márton-emlékmű

Az Erfurthoz csatolt települések listája:
- 1911: Ilversgehofen
- 1937: Teile von Marbach
- 1938: Hochheim és Melchendorf, valamint Salomonsborn és Bindersleben részterületei
- 1950: Bindersleben, Gispersleben-Viti, Gispersleben-Kiliani, Marbach, Möbisburg és Schmira
- 1950: Bischleben, Dittelstedt és Rhoda
- 1994: Alach, Ermstedt és Frienstedt
- 1994: Büßleben, Egstedt, Hochstedt, Kerspleben, Kühnhausen, Linderbach-Azmannsdorf, Mittelhausen, Molsdorf, Niedernissa, Schwerborn, Stotternheim, Tiefthal, Töttleben, Vieselbach, Waltersleben és Windischholzhausen.
- 1994: Töttelstädt

## Híres személyiségek

### Díszpolgárok
- 1998 Gunda Niemann-Stirnemann (* 1966. szeptember 7. Sondershausen) gyorskorcsolyázó
- 2002 Andreas Müller (* 1971. február 22. Erfurt) könnyűatléta, parasportoló

### A város szülöttei
- Thomas von Erfurt (1300 körül) Magister Regiens és a St. Severi und St.Jakob iskola rektora
- Johann Aegidius Bach (1645. február 9. – 1716 novembere, Erfurt) orgonista, brácsás, és az erfurti zenekar zenei igazgatója.
- Johann Ambrosius Bach (1645. február 24. – 1695. február 20. Eisenach) zenész, Johann Sebastian Bach apja
- Johann Bernhard Bach I (1676. május 23. – 1749. június 11. Eisenach) zeneszerző, Johann Sebastian Bach unokatestvére
- Haberle Károly Konstantin Keresztély (1764. február 11. – 1832. június 1., Pest) német–magyar természetkutató
- Franz Vollrath Buttstedt (1738. – 1814. Rothenburg ob der Tauber) orgonista és zeneszerző
- Max Weber (1864. április 21. – 1920. június 14. München) szociológus
- Walter Rein (1893. december 10. Erfurt-Stotternheim – 1955. június 18. Berlin) zeneszerző
- Manfred Ruge (* 1945. október 7.) politikus (CDU), 1990-2006 között Erfurt főpolgármestere
- Clemens Fritz Német labdarúgó válogatott tagja.

### Erfurthoz kapcsolódó további személyiségek
Személyiségek, akik életük egy részében Erfurtban éltek:
- Bonifatius Winfried (Wynfreth) (672. vagy 673. Crediton, Wessex, Anglia – 754. június 5. Dokkum, Friesland) bencés szerzetes, az erfurti püspökség megalapítója és a „németek apostola”
- Martin Luther (1483. november 10. Eisleben – 1546. február 18. Eisleben) reformátor, Erfurtban tanult
- Christoph Bach (1613. április 19. Wechmar – 1661. szeptember 12. Arnstadt) orgonista és zeneszerző, Johann és Heinrich Bach testvére és Johann Sebastian Bach nagyapja

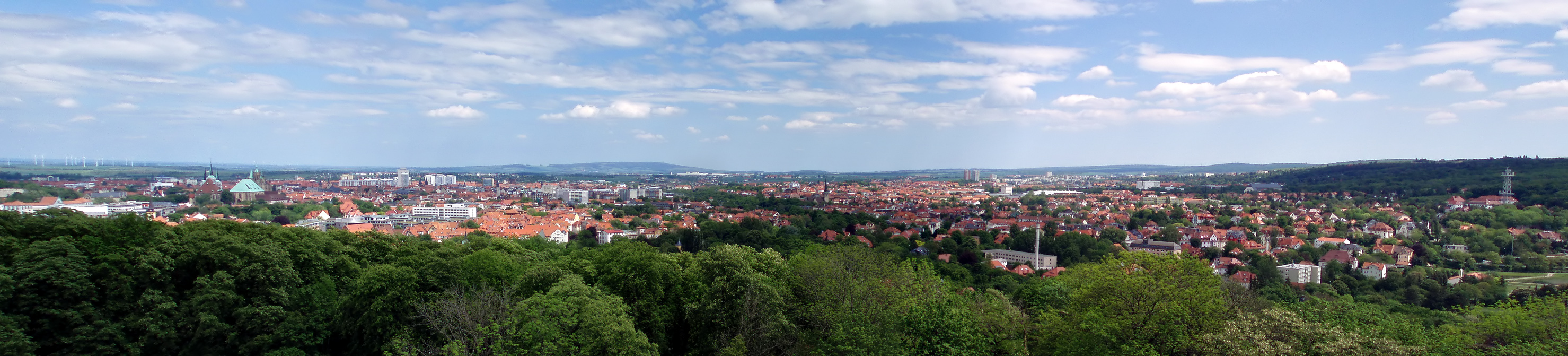
Erfurt, panoráma

## Kultúra és látnivalók

### Színházak
- „Die Schotte”

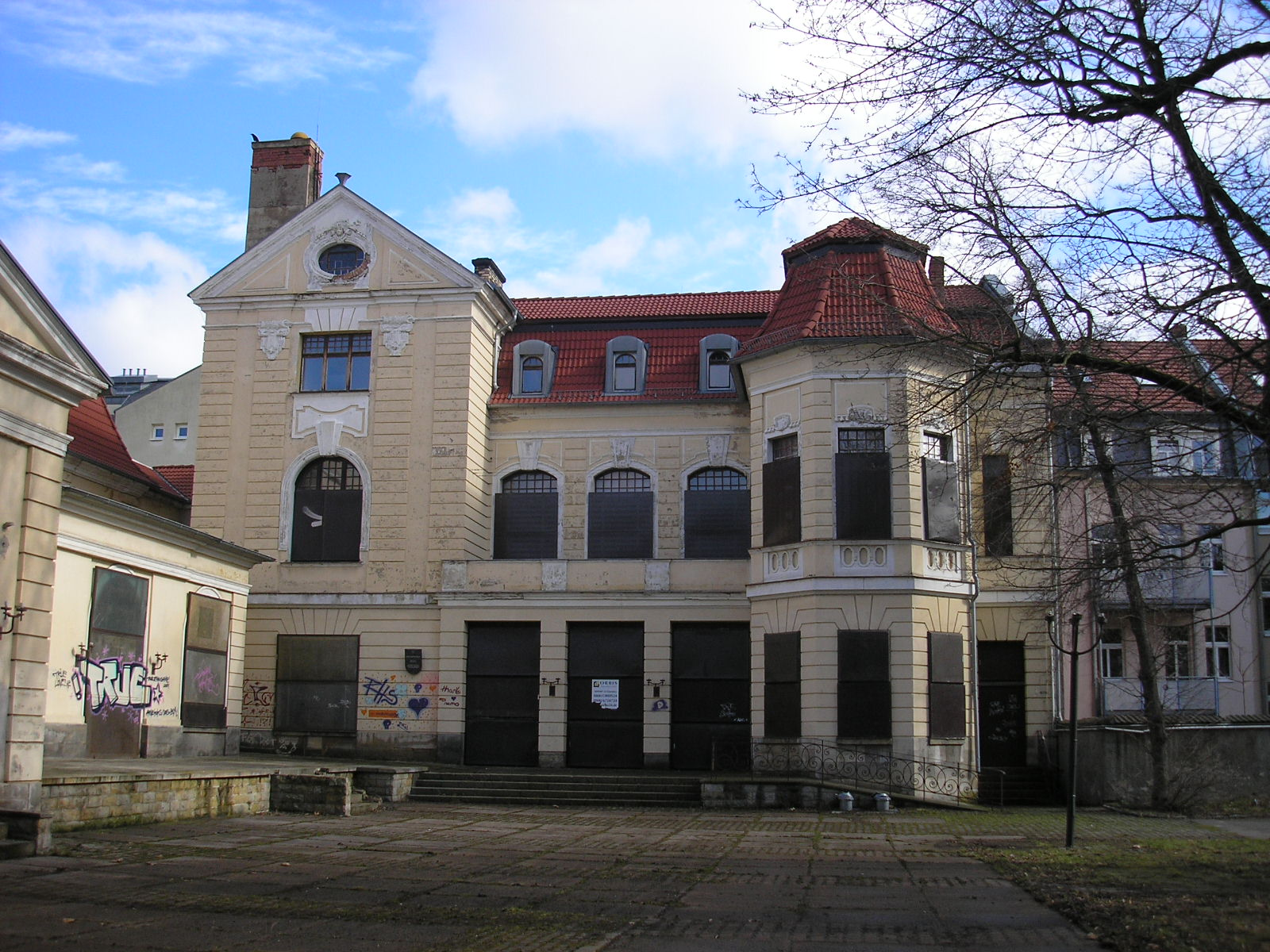
Neues Schauspiel

- Erfreuliches Theater Erfurt (bábszínház)
- Galli-Theater Erfurt
- Kabarett „Das Lachgeschoss”
- Kabarett „Die Arche”
- Neues Schauspiel Erfurt
- Theater Erfurt (operaház, 2003-ig színház is)
- Theater Waidspeicher (bábszínház)
- Theaterfirma Erfurt

### Múzeumok
- Angermuseum
- Aquarium am Nettelbeckufer
- Elektromuseum

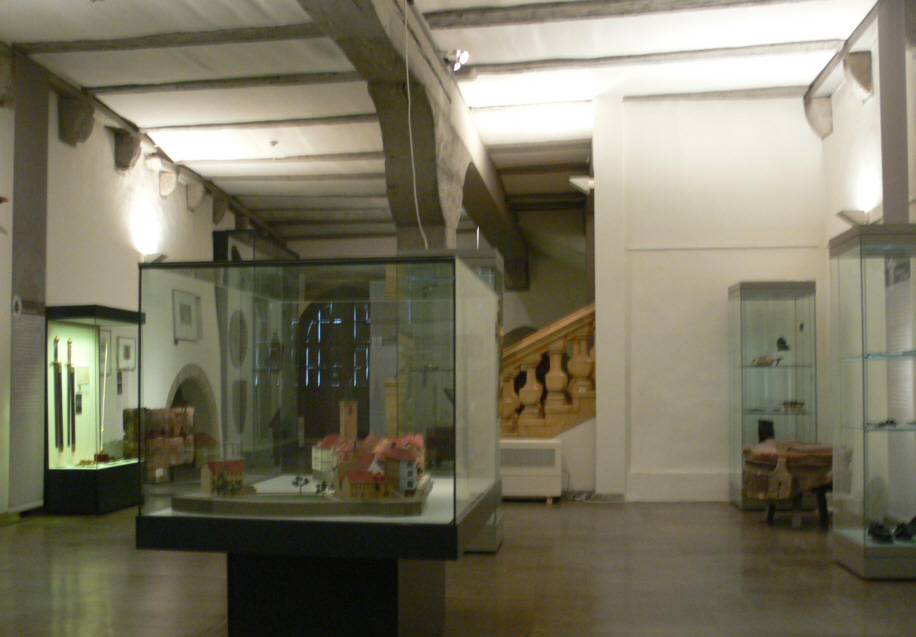
Stadtmuseum

- „Haus zum Stockfisch” Városi Múzeum
- Molsdorfi kastélypark
- Német Kertészeti Múzeum
- Nyomdamúzeum
- Természetrajzi Múzeum
- Türingiai Népművészeti Múzeum
- „Új malom” Múzeum
- Wasserburg Kapellendorf

### Templomok és kolostorok
- Allerheiligenkirche
- Ágoston-rendi kolostor
- Ägidienkirche
- Barfüßerkirche (rom)
- Dóm és a St. Severikirche
- Kaufmannskirche
- Lorenzkirche és Bartholomäusturm
- Peterskirche
- Predigerkirche

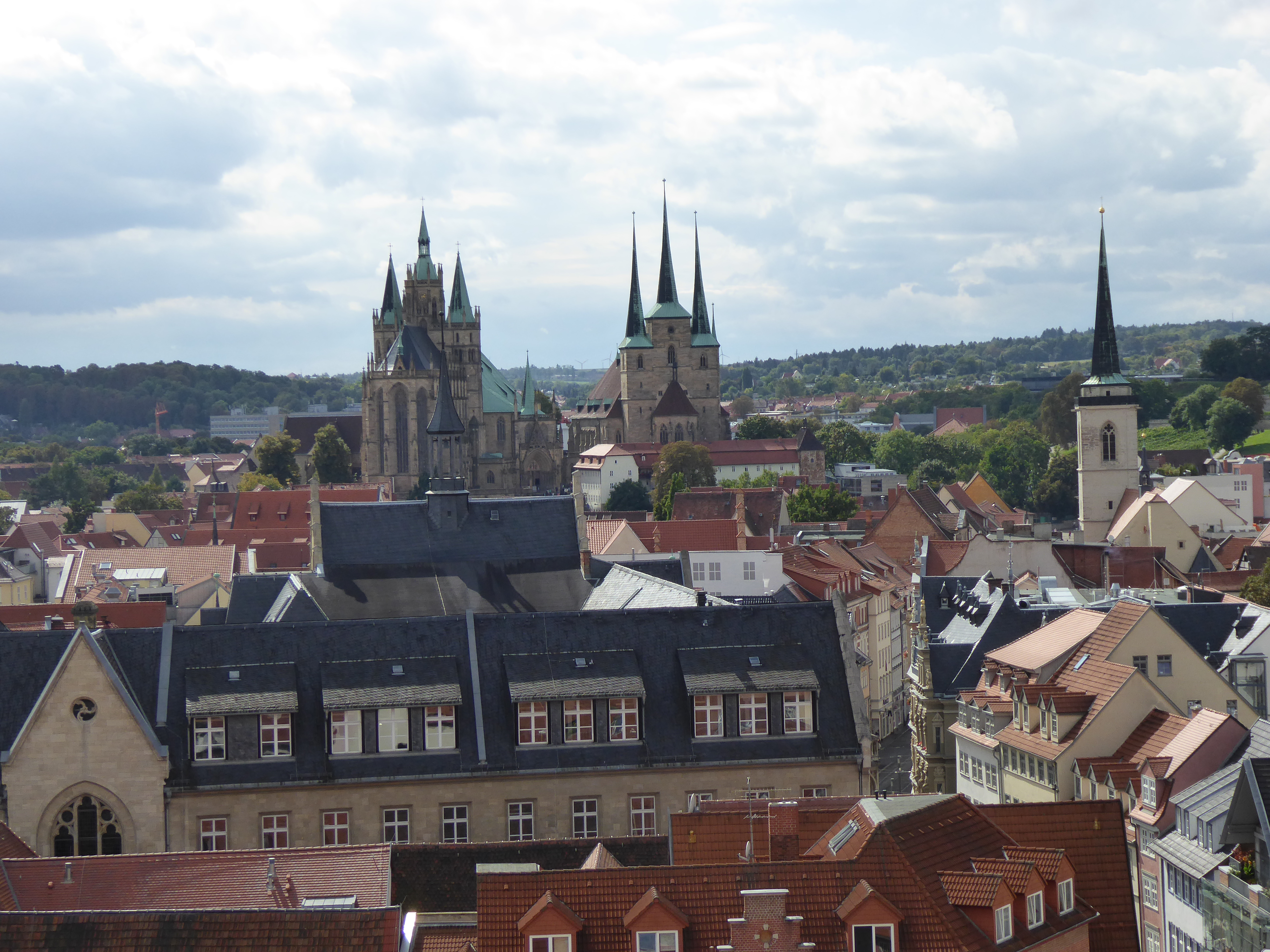
A Domberg látképe

- Schottenkirche St. Nikolai-St. Jakobus

### Világi épületek
- Cyriaksburg
- Haus zum „Güldenen Krönbacken”
- Haus zum Sonneborn
- Kormányzói Palota
- Krämerbrücke, az egyetlen beépített és lakott híd az Alpoktól északra
- Pályaudvar
- Petersberg citadella
- Városháza

### Ismétlődő rendezvények

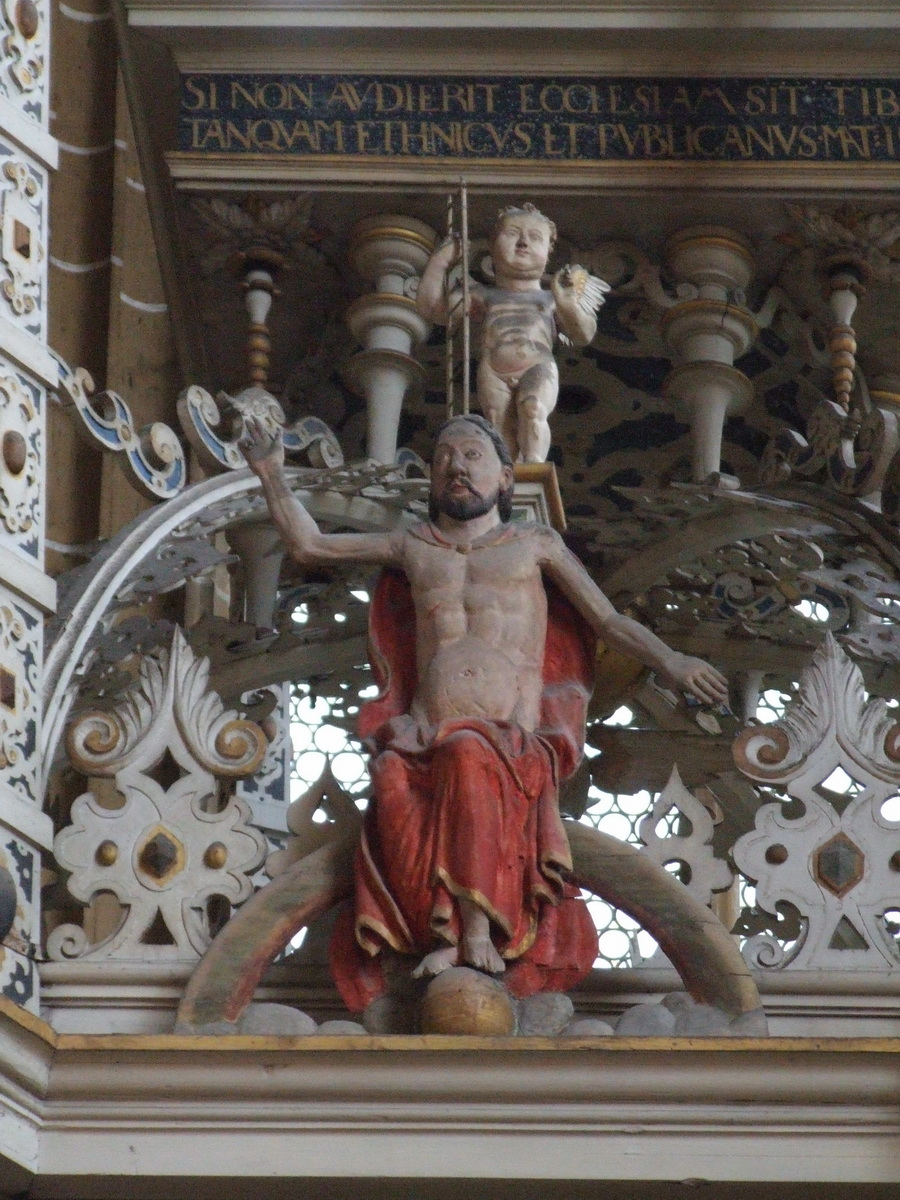
Dóm

- Április: Tavaszi fesztivál a Dóm-téren
- Június: Altstadtfest, Waidfest
- Július: Triennale
- Július/Augusztus: Zooparkfest
- Augusztus: Lichterfest (ega)
- Augusztus/szeptember: Domstufenfestspiel
- Szeptember: Biermarkt (ega)
- December: karácsonyi vásár
- Nyár: Kertészeti Kiállítás (ega)
- Nyár: Krämerbrückenfest
- Ősz: Oktoberfest (Dóm-tér)

## Vallások

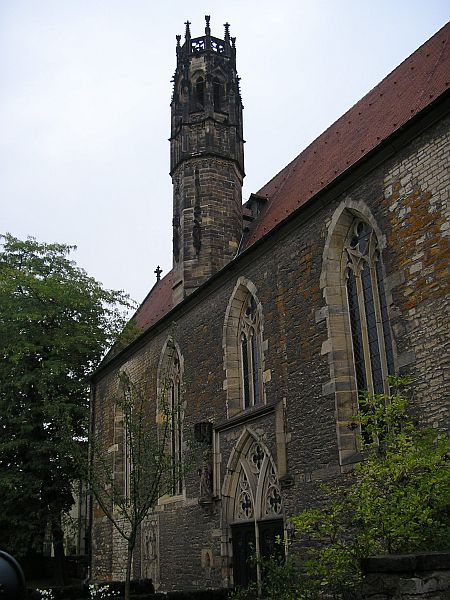
Az Ágoston-rend kolostora

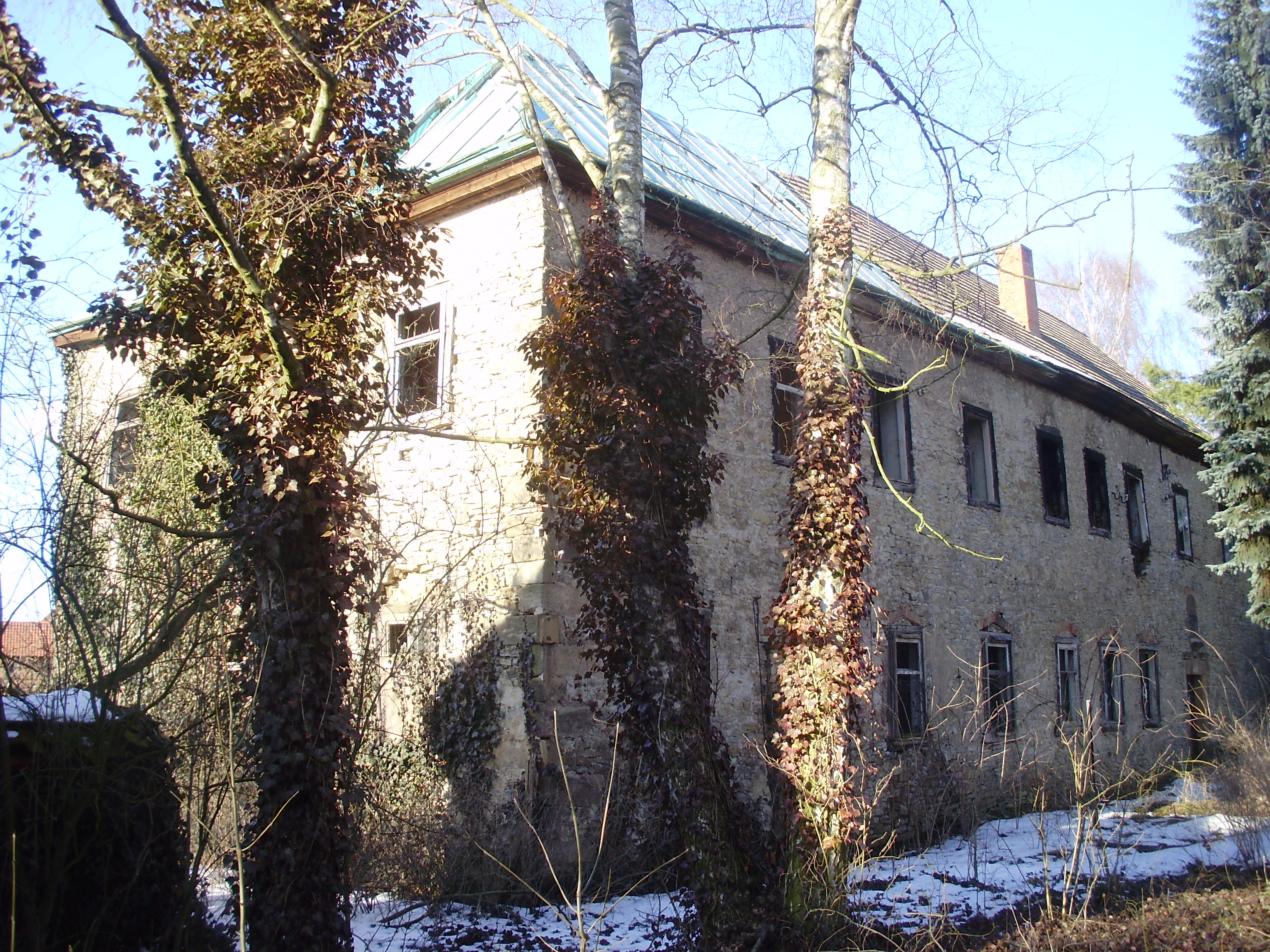
Az alachi kolostor nyugat felől

A város katolikus püspöki székhely, legnagyobb vallása mégis a lutheránus.
A településen csekély (650 fő) a zsidók létszáma.

## Politika

### Főpolgármesterek1817-től
- 1817 – 1833: Dr. Wilhelm August Türk
- 1833 – 1850: Karl Friedrich Wagner
- 1850 – 1851: Dr. Hermann Mallinckrodt megbízott főpolgármester
- 1851 – 1871: Freiherr Carl von Oldershausen
- 1871 – 1889: Richard Breslau
- 1890 – 1895: Gustav Schneider
- 1895 – 1919: Dr. Hermann Schmidt
- 1919 – 1933: Dr. Bruno Mann
- 1933 – 1934: Theodor Pichier (NSDAP)
- 1935 – 1936: Dr. Max Zeitler (NSDAP)
- 1936 – 1945: Walter Siegfried Kießling (NSDAP)
- 1945. (április 15. – július 7.): Otto Gerber (pártonkívüli), megbízott főpolgármester
- 1945 – 1946: Hermann Jahn (KPD)
- 1946 – 1961: Georg Boock (SED)
- 1961 – 1969: Rudolf-Dietrich Nottrodt (SED)
- 1969 – 1982: Heinz Scheinpflug (SED)
- 1982 – 1989: Rosemarie Seibert (SED)
- 1989 – 1990: Siegfried Hirschfeld (SED)
- 1990 – 2006: Manfred Otto Ruge (CDU)
- 2006 – máig: Andreas Bausewein (SPD)

### Önkormányzata
A 2004-es önkormányzati választások eredményeként az erfurti városi tanács a főpolgármester mellett 50 tagból áll:
- CDU – 20 képviselő
- Baloldali Párt – 17 képviselő
- SPD – 8 képviselő
- Szövetség ’90/Zöldek – 5 képviselő

### Együttműködő városok
- Essen, 1990 óta
- Augsburg, 1993 óta

## Gazdaság és infrastruktúra
Többféle ipar. „Virágváros”: virágkertészet, vetőmagtermesztés, faiskolák.

### Közlekedés
A várost több vasútvonal is érinti, és további vasútvonalak is építés alatt állnak. 2015-től Lipcse felé, 2017-től pedig Nürnberg felé is elkészül a nagysebességű vasúti kapcsolat. A város főpályaudvara az Erfurt Hauptbahnhof.

## Közintézmények
Erfurtban székelő közintézmények:
- Fővámiroda
- Ipari és kereskedelmi kamara
- Kereskedelmi kamara
- Körzeti tartalékos katonasági központ
- Regionális pénzügyi iroda
- Szövetségi munkaügyi bíróság

## Oktatás

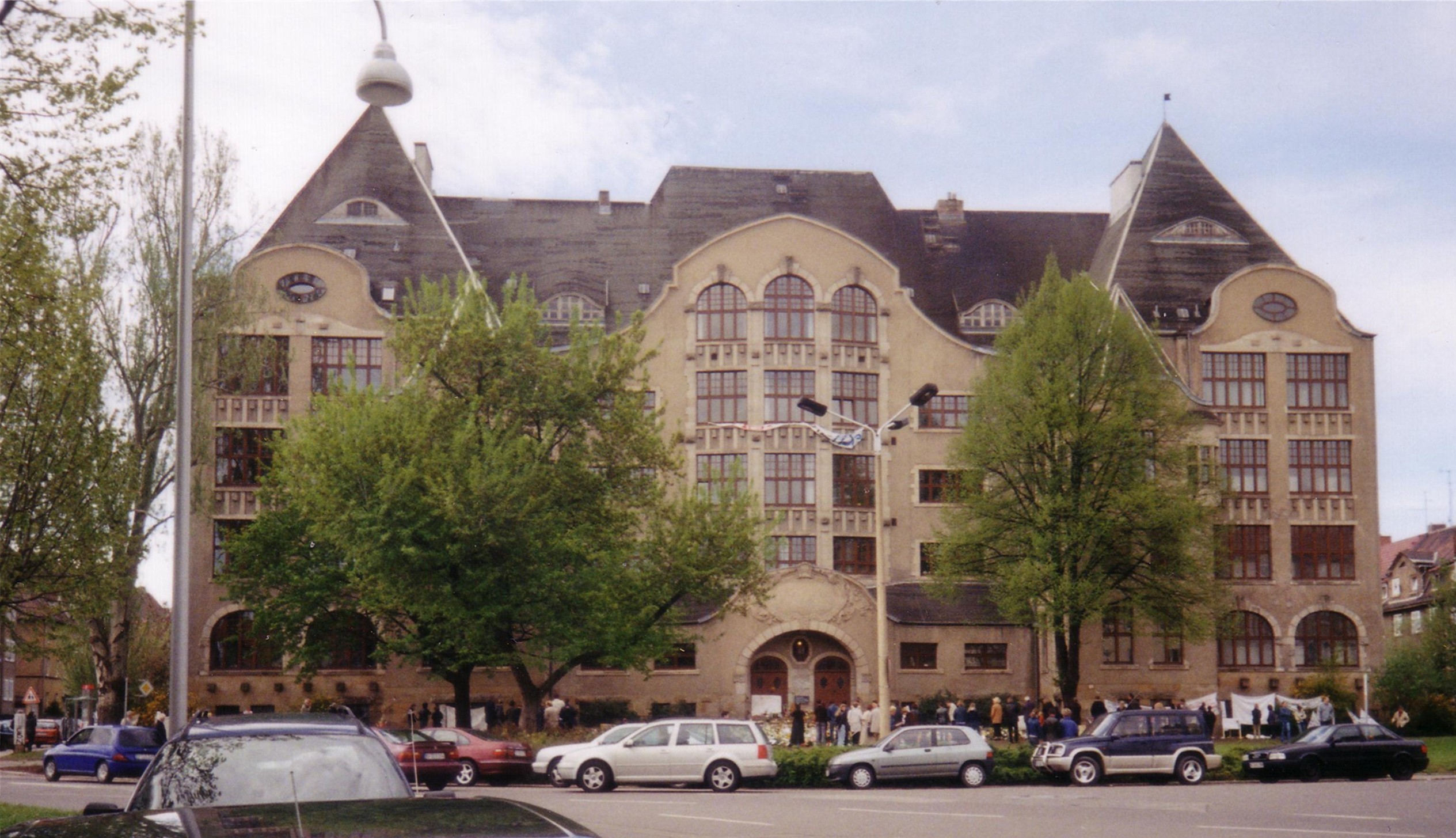
A Gutenberg Gimnázium

- Edith Stein-Iskola
- Erfurti Egyetem
- Evangélikus Gimnázium[5]
- Gutenberg Gimnázium
- Papnevelő Intézet
- Szakfőiskola

### Szabadidő- és sportlétesítmények

#### Parkok és helyi szabadidő-létesítmények
- Kertészeti Kiállítás
- Türingiai Állatkert

#### Nemzeti és nemzetközi színvonalú sportlétesítmények
- Andreasried kerékpárpálya
- Jégsportcentrum, gyorskorcsolya- és jégkorongcsarnok
- Steigerwaldstadion, 20 000 nézőhellyel

### Testvérvárosai
Erfurt testvérvárosi kapcsolatot tart fenn a következő városokkal:
- Piacenza, Olaszország (1971)
- Győr, Magyarország (1971)
- Vilnius, Litvánia (1972)
- Kalisz, Lengyelország (1982)
- Mainz, Németország (1988)
- Lille, Franciaország (1991)
- San Miguel de Tucumán, Argentína (1993)
- Shawnee, Amerikai Egyesült Államok (1993)
- Lovecs, Bulgária (1996) (Korábbi kapcsolatok felújítása)
- Haifa, Izrael (2000)
- Jünan, Kína (2000)

## Galéria

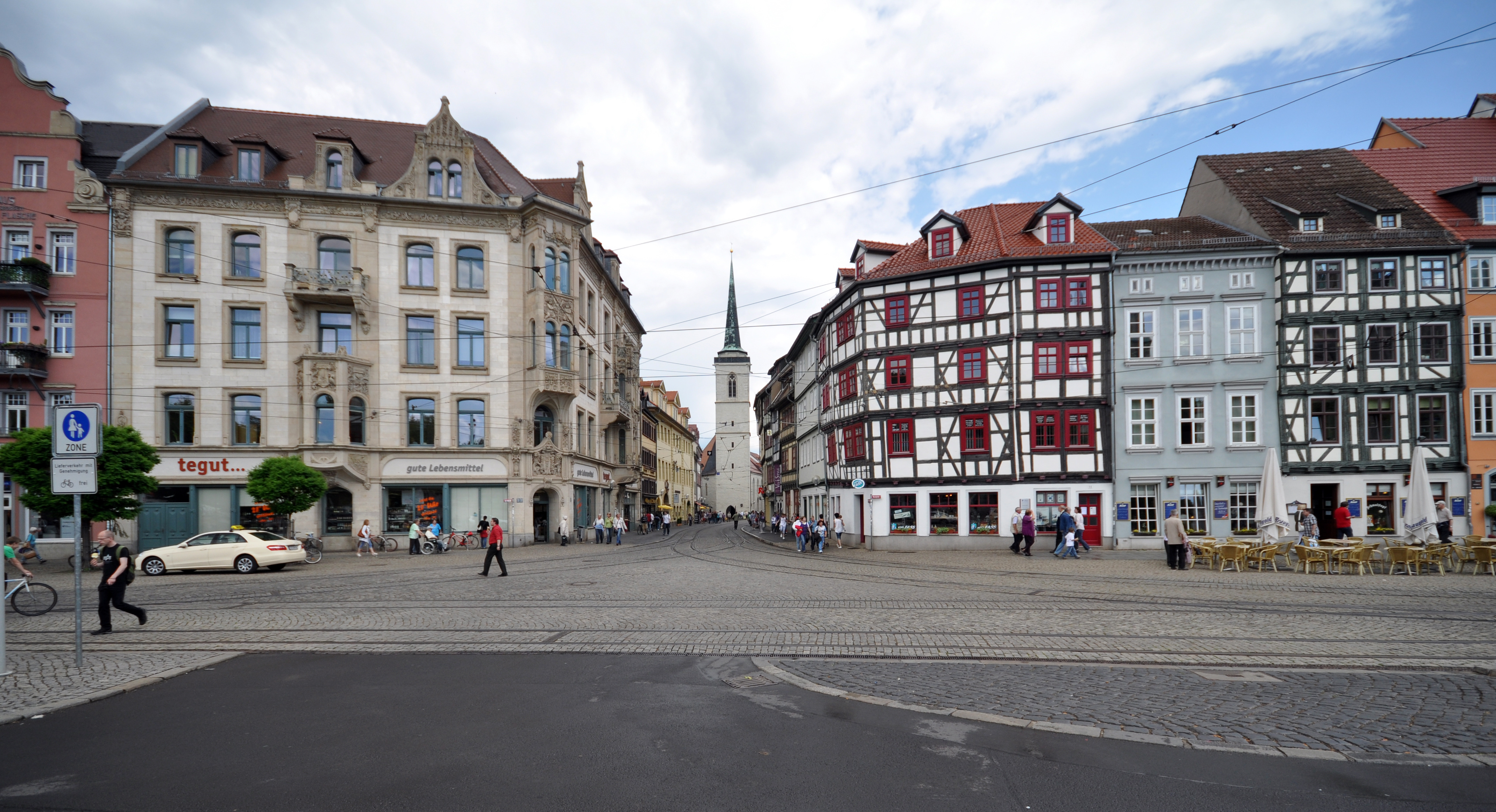
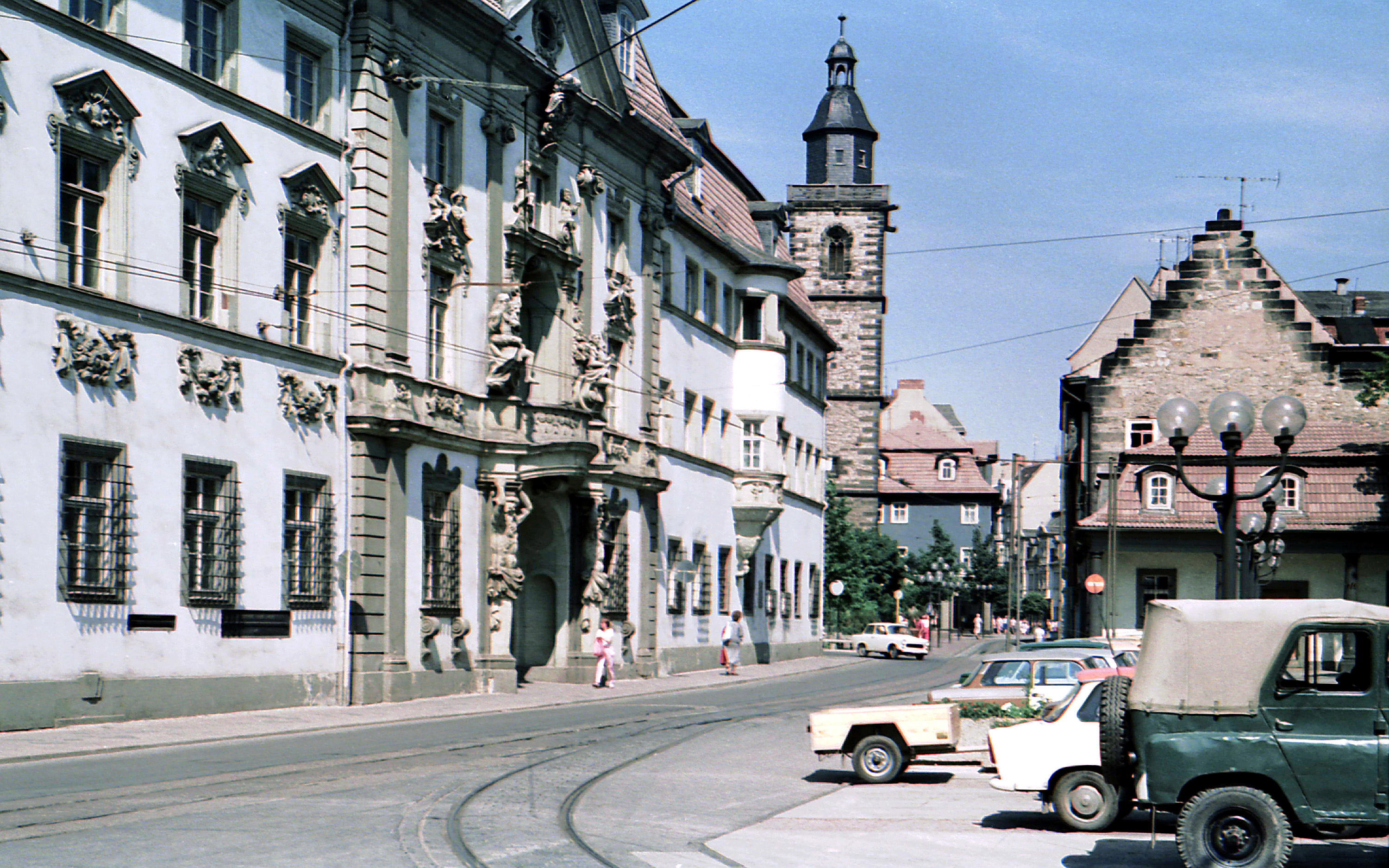
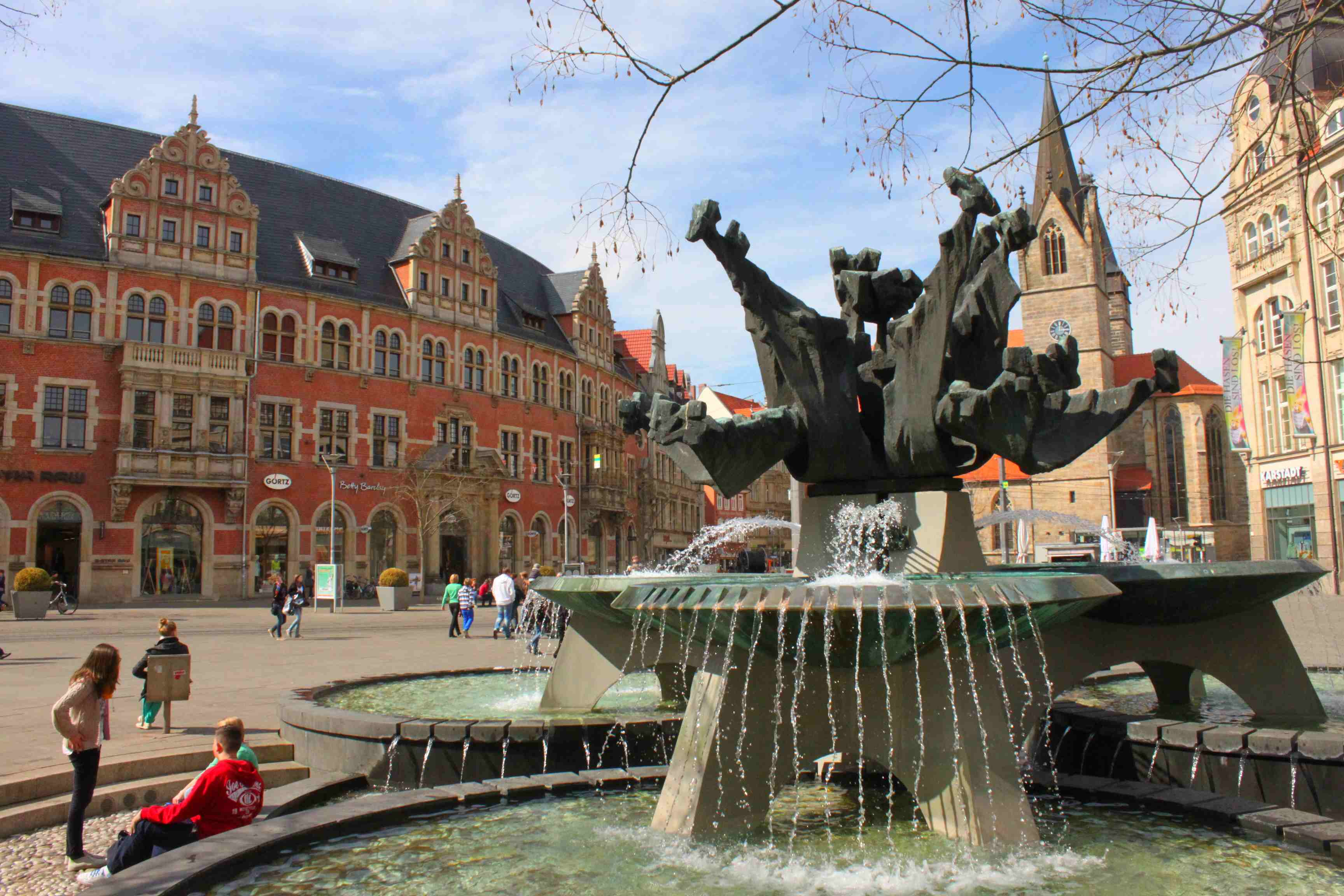
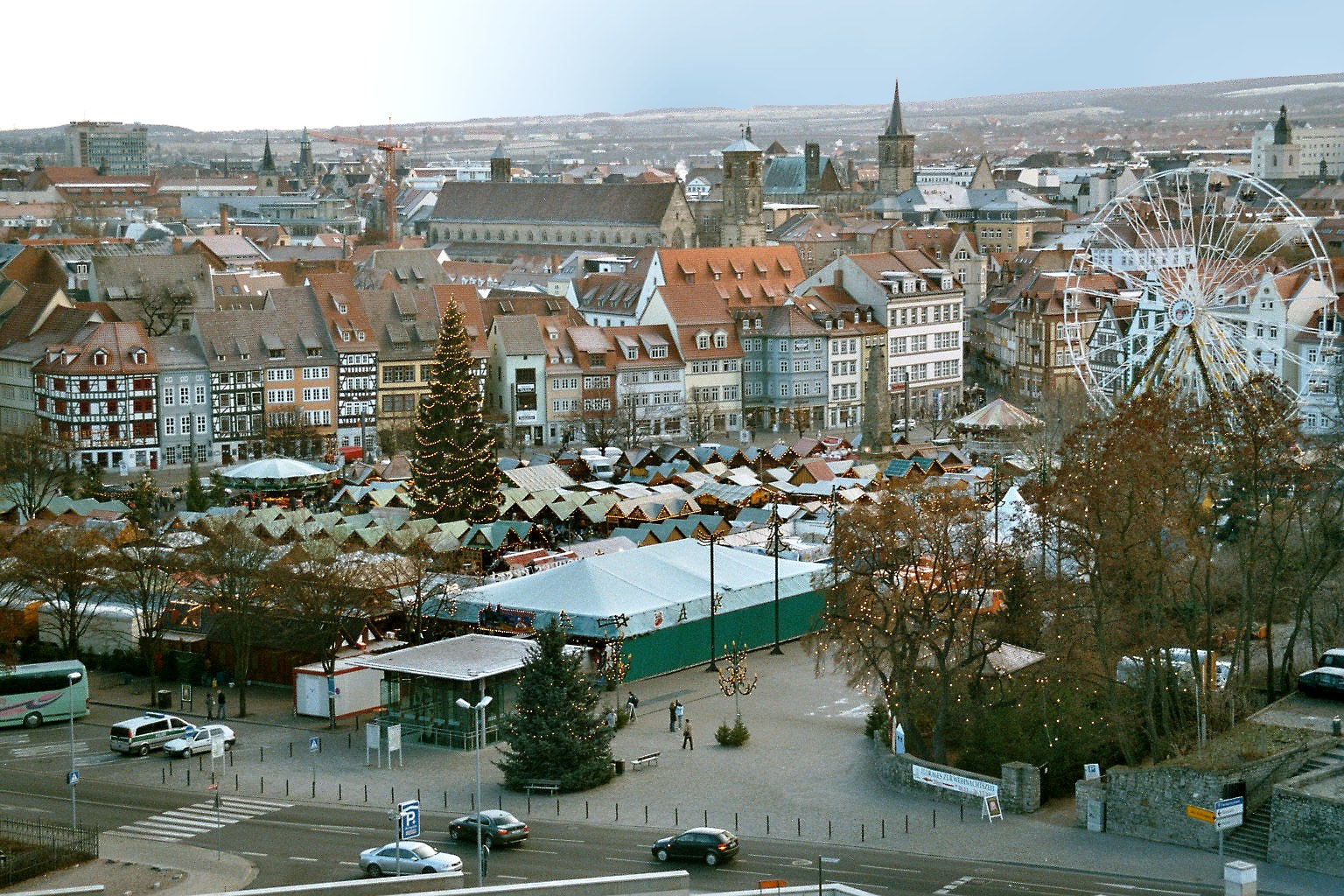
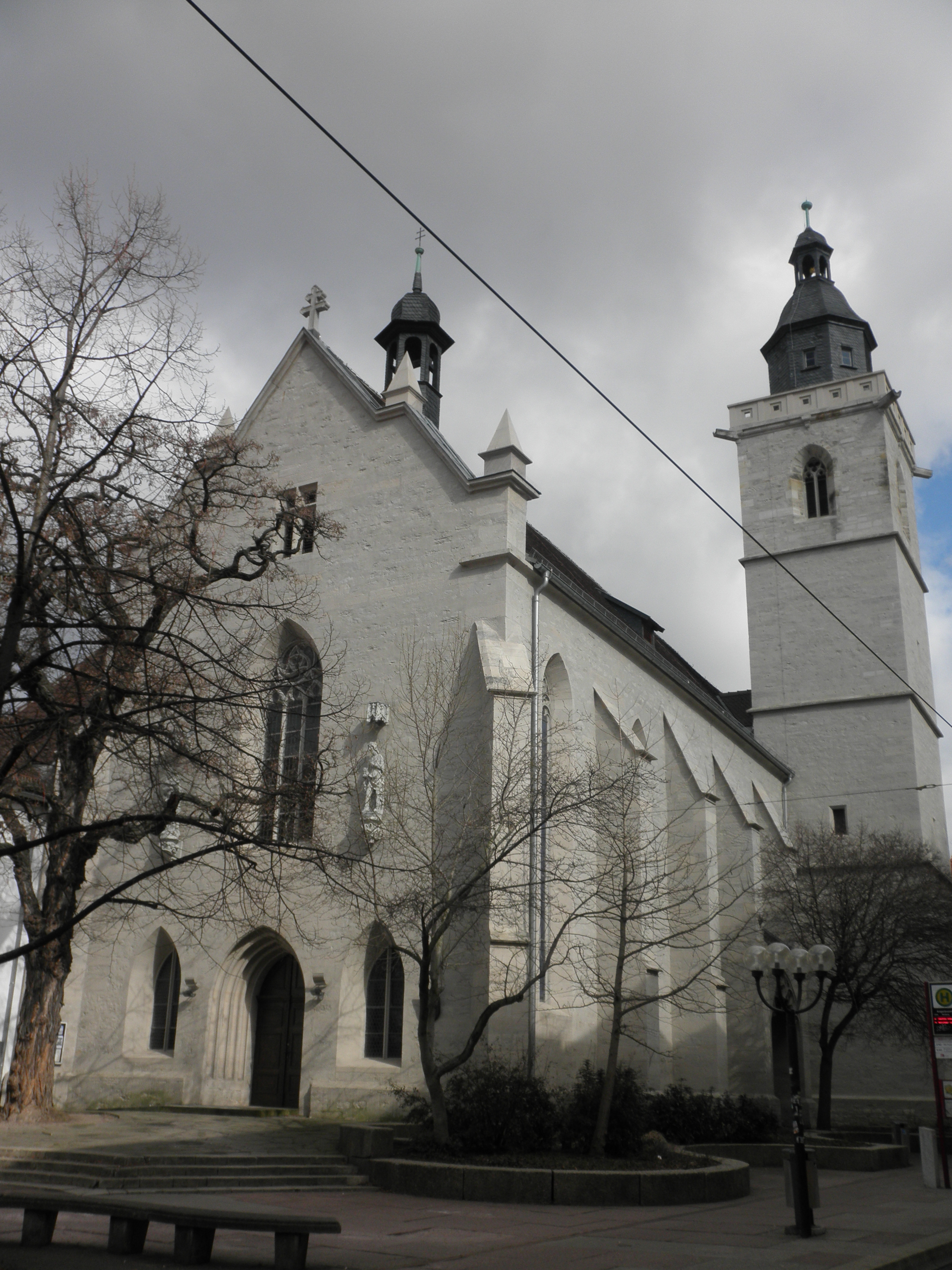
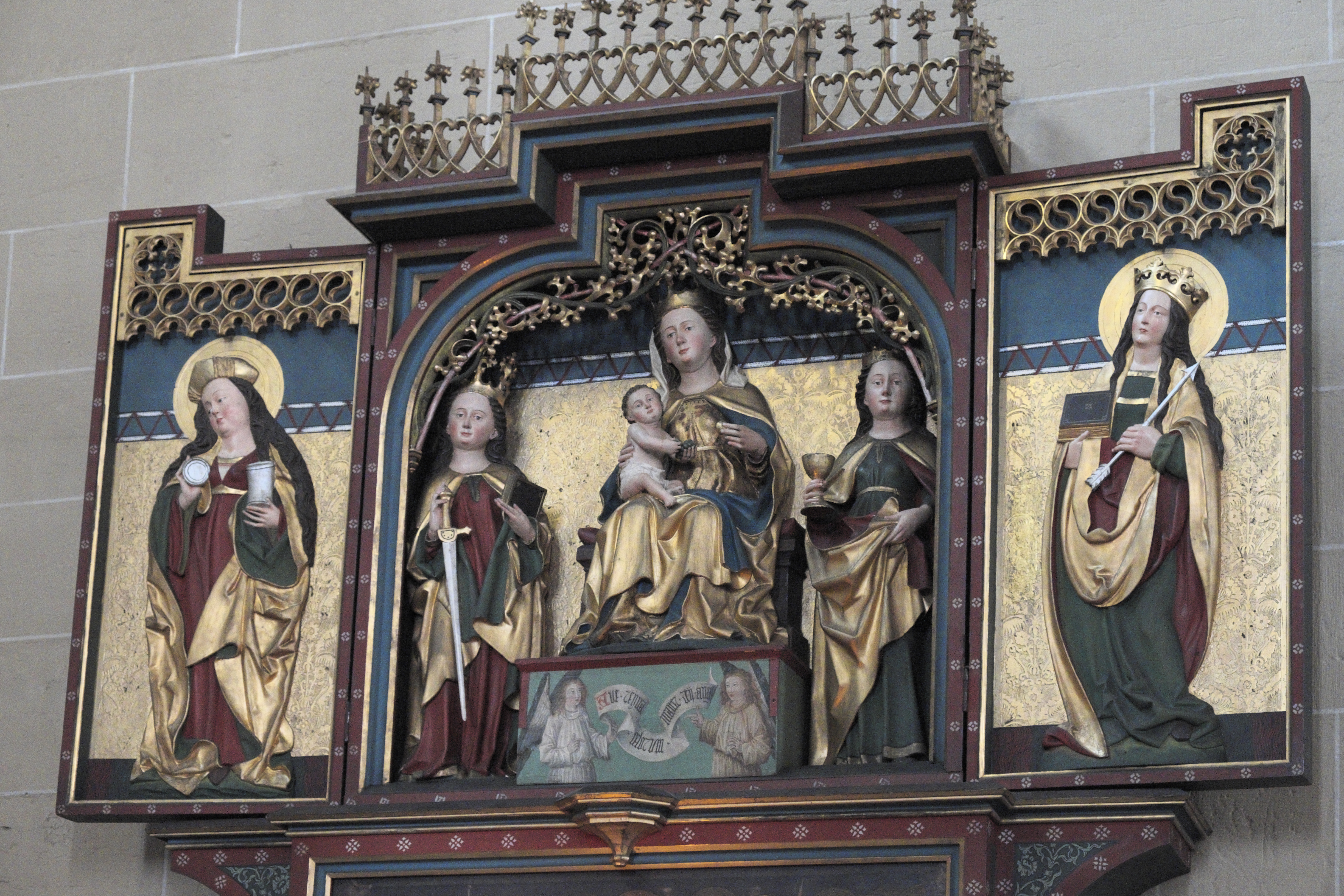
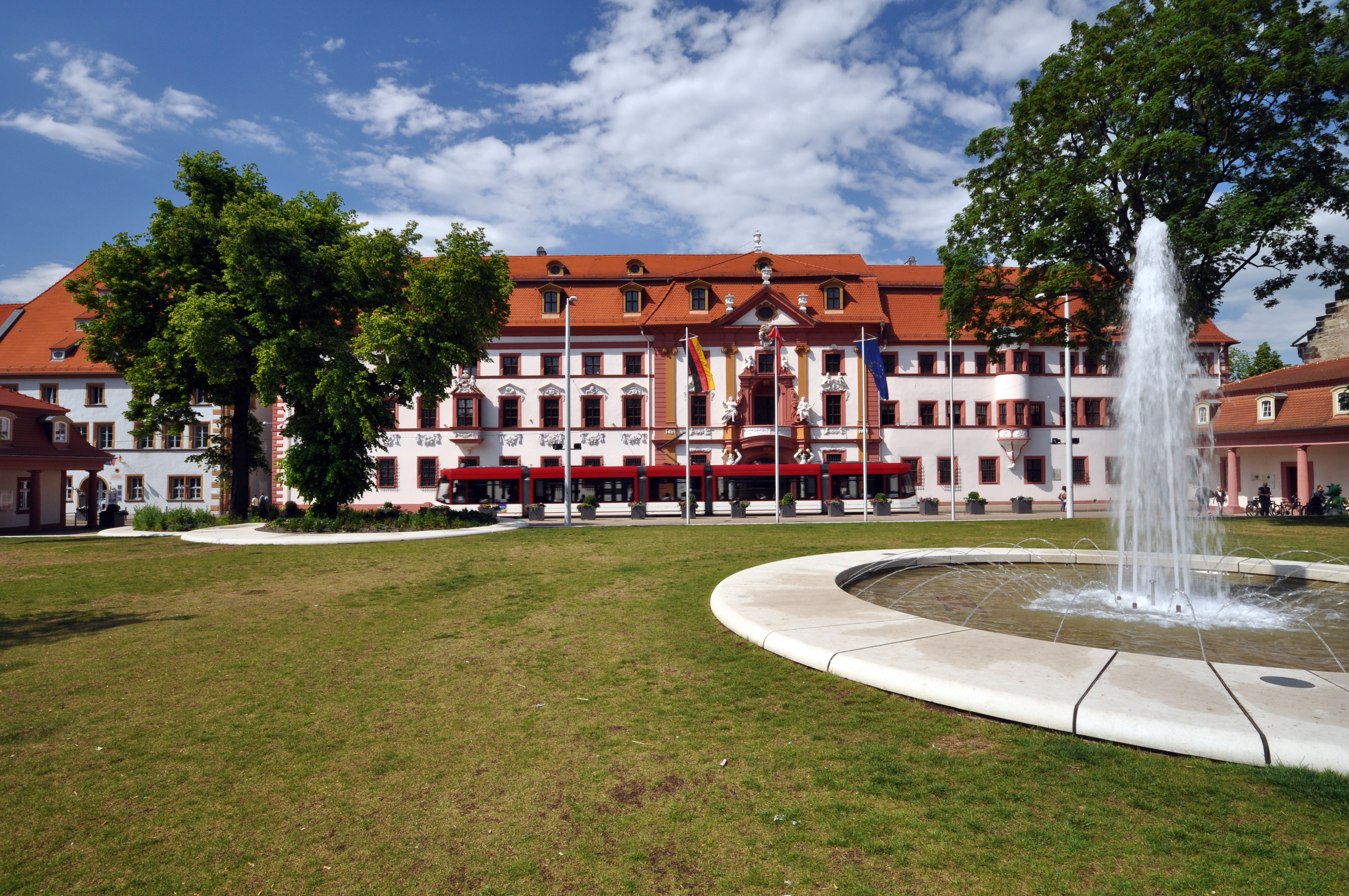